# Sarcophaga palestinensis
Sarcophaga palestinensis är en tvåvingeart som beskrevs av Andy Z. Lehrer 1998. Sarcophaga palestinensis ingår i släktet Sarcophaga och familjen köttflugor.
Artens utbredningsområde är Israel. Inga underarter finns listade i Catalogue of Life.